# Sindaci di Ravenna
Di seguito l'elenco cronologico dei sindaci di Ravenna e delle altre figure apicali equivalenti che si sono succedute nel corso della storia.

## Stato Pontificio (1814-1860)
| Periodo | Periodo | Primo cittadino          | Partito | Carica       | Note |
| ------- | ------- | ------------------------ | ------- | ------------ | ---- |
| 1814    | 18??    | Tommaso Della Torre      |         | Gonfaloniere |      |
| 1831    | 1832    | Carlo Galletti Abbiosi   |         | Gonfaloniere |      |
| 1832    | 1833    | Giulio Rasponi           |         | Gonfaloniere |      |
| 1833    | 1837    | Giovanni Lovatelli       |         | Gonfaloniere |      |
| 1837    | 1838    | Carlo Arrigoni           |         | Gonfaloniere |      |
| 1838    | 1848    | Gabriele Rasponi         |         | Gonfaloniere |      |
| 1848    | 1851    | Ippolito Gamba           |         | Gonfaloniere |      |
| 1851    | 1857    | Bonifacio Spreti         |         | Gonfaloniere |      |
| 1857    | 1859    | Giuseppe Pasolini        |         | Gonfaloniere |      |
| 1859    | 1860    | Emanuele Luserna di Rorà |         | Gonfaloniere |      |

## Regno d'Italia (1860-1946)
| Sindaci nominati dal governo (1860-1889)                            | Sindaci nominati dal governo (1860-1889) | Sindaci nominati dal governo (1860-1889) | Sindaci nominati dal governo (1860-1889) | Sindaci nominati dal governo (1860-1889) | Sindaci nominati dal governo (1860-1889) |
| Nominativo                                                          | Partito                                  | Partito                                  | Mandato                                  | Mandato                                  |                                          |
| Nominativo                                                          | Partito                                  | Partito                                  | Inizio                                   | Fine                                     |                                          |
| ------------------------------------------------------------------- | ---------------------------------------- | ---------------------------------------- | ---------------------------------------- | ---------------------------------------- | ---------------------------------------- |
| Vincenzo Cavalli                                                    |                                          | Destra storica                           | 1860                                     | 1863                                     |                                          |
| Gioacchino Rasponi                                                  |                                          | Sinistra storica                         | 1863                                     | 1865                                     |                                          |
| Ignazio Guiccioli                                                   |                                          | Destra storica                           | 1865                                     | 1869                                     |                                          |
| Cosimo Fabbri                                                       |                                          | Sinistra storica                         | 1869                                     | 1871                                     |                                          |
| Gioacchino Rasponi                                                  |                                          | Sinistra storica                         | 1871                                     | 1873                                     |                                          |
| Silvio Guerrini                                                     |                                          | Sinistra storica                         | 1873                                     | 1876                                     |                                          |
| Ugo Lovatelli Dal Corno                                             |                                          | Destra storica                           | 1876                                     | 1883                                     |                                          |
| Pietro Gamba                                                        |                                          | Destra storica                           | 1883                                     | 1886                                     |                                          |
| Ugo Burnazzi                                                        |                                          | Sinistra storica                         | 1886                                     | 1889                                     |                                          |
| Sindaci eletti dal consiglio comunale (1889-1926)                   |                                          |                                          |                                          |                                          |                                          |
| Nominativo                                                          | Partito                                  | Partito                                  | Mandato                                  | Mandato                                  |                                          |
| Nominativo                                                          | Partito                                  | Partito                                  | Inizio                                   | Fine                                     |                                          |
| Tullio Corradini Ginanni                                            |                                          | Destra storica                           | 1889                                     | 1892                                     |                                          |
| Pio Poletti                                                         |                                          | Sinistra storica                         | 1892                                     | 1902                                     |                                          |
| Luigi Cilla                                                         |                                          | Partito Socialista Italiano              | 1902                                     | 1906                                     |                                          |
| Ferdinando Gallina                                                  |                                          | Partito Repubblicano Italiano            | 1906                                     | 1910                                     |                                          |
| Chiarissimo Calderoni                                               |                                          | Partito Repubblicano Italiano            | 1910                                     | 1913                                     |                                          |
| Fortunato Buzzi                                                     |                                          | Partito Repubblicano Italiano            | 1914                                     | 1923                                     |                                          |
| Celso Calvetti                                                      |                                          | Partito Nazionale Fascista               | 1923                                     | 1926                                     |                                          |
| Podestà nominati dal governo (1926-1945)                            |                                          |                                          |                                          |                                          |                                          |
| Nominativo                                                          | Partito                                  | Partito                                  | Mandato                                  | Mandato                                  |                                          |
| Nominativo                                                          | Partito                                  | Partito                                  | Inizio                                   | Fine                                     |                                          |
| Celso Calvetti                                                      |                                          | Partito Nazionale Fascista               | 1926                                     | 1931                                     |                                          |
| Andrea Cagnoni                                                      |                                          | Partito Nazionale Fascista               | 1931                                     | 1936                                     |                                          |
| Giovanni Cottignola                                                 |                                          | Partito Nazionale Fascista               | 1936                                     | 1940                                     |                                          |
| Paolo Poletti                                                       |                                          | Partito Nazionale Fascista               | 1940                                     | ?                                        |                                          |
| Sindaci nominati del periodo costituzionale transitorio (1944-1946) |                                          |                                          |                                          |                                          |                                          |
| Nominativo                                                          | Partito                                  | Partito                                  | Mandato                                  | Mandato                                  |                                          |
| Nominativo                                                          | Partito                                  | Partito                                  | Inizio                                   | Fine                                     |                                          |
| Riccardo Campagnoni                                                 |                                          | Partito Repubblicano Italiano            | dicembre 1944                            | aprile 1946                              |                                          |

## Repubblica Italiana (dal 1946)
| Sindaci eletti dal Consiglio comunale (1946-1995)    | Sindaci eletti dal Consiglio comunale (1946-1995) | Sindaci eletti dal Consiglio comunale (1946-1995) | Sindaci eletti dal Consiglio comunale (1946-1995) | Sindaci eletti dal Consiglio comunale (1946-1995) | Sindaci eletti dal Consiglio comunale (1946-1995) | Sindaci eletti dal Consiglio comunale (1946-1995) | Sindaci eletti dal Consiglio comunale (1946-1995) | Sindaci eletti dal Consiglio comunale (1946-1995) |
| Nominativo                                           | Nominativo                                        | Partito                                           | Partito                                           | Giunta                                            | Giunta                                            | Mandato                                           | Mandato                                           | Elezione                                          |
| Nominativo                                           | Nominativo                                        | Partito                                           | Partito                                           | Giunta                                            | Giunta                                            | Inizio                                            | Fine                                              | Elezione                                          |
| ---------------------------------------------------- | ------------------------------------------------- | ------------------------------------------------- | ------------------------------------------------- | ------------------------------------------------- | ------------------------------------------------- | ------------------------------------------------- | ------------------------------------------------- | ------------------------------------------------- |
|                                                      | Gino Gatta                                        |                                                   | Partito Comunista Italiano                        |                                                   | PCI-PSI                                           | 6 aprile 1946                                     | 22 aprile 1950                                    | Elezione 1946                                     |
|                                                      | Giulio Bianchi (Commissario prefettizio)          | –                                                 | –                                                 | –                                                 | –                                                 | 22 aprile 1950                                    | 20 giugno 1951                                    | –                                                 |
|                                                      | Celso Cicognani                                   |                                                   | Partito Repubblicano Italiano                     |                                                   | PRI-DC                                            | 20 giugno 1951                                    | 1956                                              | Elezione 1951                                     |
|                                                      | Celso Cicognani                                   | PRI-DC                                            | Partito Repubblicano Italiano                     | 1956                                              | 1º febbraio 1961                                  | Elezione 1956                                     |                                                   |                                                   |
|                                                      | Giovanni Santini (Commissario prefettizio)        | –                                                 | –                                                 | –                                                 | –                                                 | 1º febbraio 1961                                  | 11 novembre 1962                                  | Elezione 1960                                     |
| Elezione 1961                                        | Giovanni Santini (Commissario prefettizio)        | –                                                 | –                                                 | –                                                 | –                                                 | 1º febbraio 1961                                  | 11 novembre 1962                                  |                                                   |
|                                                      | Bruno Benelli                                     |                                                   | Partito Repubblicano Italiano                     |                                                   | PRI-DC-PSI-PSDI                                   | 11 novembre 1962                                  | 2 febbraio 1967                                   | Elezione 1962                                     |
| ?                                                    | ?                                                 | 2 febbraio 1967                                   | Partito Repubblicano Italiano                     | 27 maggio 1968                                    | Elezione 1966                                     |                                                   |                                                   |                                                   |
|                                                      | Giuseppe Foti (Commissario prefettizio)           | –                                                 | –                                                 | –                                                 | –                                                 | 27 maggio 1968                                    | 3 aprile 1969                                     | –                                                 |
|                                                      | Secondo Bini                                      |                                                   | Partito Repubblicano Italiano                     |                                                   | PRI-DC                                            | 3 aprile 1969                                     | 28 dicembre 1969                                  | Elezione 1968                                     |
|                                                      | Aristide Canosani                                 |                                                   | Partito Socialista Italiano                       |                                                   | PCI-PSI                                           | 28 dicembre 1969                                  | 1973                                              | Elezione 1968                                     |
|                                                      | Aristide Canosani                                 | PCI-PSI                                           | Partito Socialista Italiano                       | 1973                                              | 1976                                              | Elezione 1973                                     |                                                   |                                                   |
|                                                      | Vincenzo Randi                                    | PCI-PSI                                           |                                                   | Partito Socialista Italiano                       | 1976                                              | Elezione 1973                                     | 1977                                              |                                                   |
|                                                      | Aristide Canosani                                 | PCI-PSI                                           |                                                   | Partito Socialista Italiano                       | 1977                                              | Elezione 1973                                     | 1980                                              |                                                   |
|                                                      | Giordano Angelini                                 |                                                   | Partito Comunista Italiano                        |                                                   | PCI-PSI                                           | 1980                                              | 1983                                              | Elezione 1979                                     |
|                                                      | Giordano Angelini                                 | PCI-PSI-PRI                                       | Partito Comunista Italiano                        | 1983                                              | 1987                                              | Elezione 1983                                     |                                                   |                                                   |
|                                                      | Mauro Dragoni                                     | PCI-PSI-PRI                                       |                                                   | Partito Comunista Italiano                        | 1987                                              | Elezione 1983                                     | 1988                                              |                                                   |
|                                                      | Mauro Dragoni                                     | PCI/PDS-PSI-PRI                                   | 1988                                              | Partito Comunista Italiano                        | 23 ottobre 1992                                   | Elezione 1988                                     |                                                   |                                                   |
|                                                      | Giovanni Miserocchi                               | PCI/PDS-PSI-PRI                                   |                                                   | Partito Democratico della Sinistra                | 23 ottobre 1992                                   | Elezione 1988                                     | 20 giugno 1993                                    |                                                   |
| Sindaci eletti direttamente dai cittadini (dal 1993) |                                                   |                                                   |                                                   |                                                   |                                                   |                                                   |                                                   |                                                   |
| Nominativo                                           | Nominativo                                        | Partito                                           | Partito                                           | Coalizione                                        | Coalizione                                        | Mandato                                           | Mandato                                           | Elezione                                          |
| Nominativo                                           | Nominativo                                        | Partito                                           | Partito                                           | Coalizione                                        | Coalizione                                        | Inizio                                            | Fine                                              | Elezione                                          |
|                                                      | Pier Paolo D'Attorre                              |                                                   | Partito Democratico della Sinistra                |                                                   | PDS                                               | 20 giugno 1993                                    | 27 aprile 1997                                    | Elezione 1993                                     |
|                                                      | Vidmer Mercatali                                  |                                                   | Partito Democratico della Sinistra                |                                                   | PDS-PRC-PRI-PPI                                   | 30 aprile 1997                                    | 13 maggio 2001                                    | Elezione 1997                                     |
|                                                      | Vidmer Mercatali                                  | Democratici di Sinistra                           |                                                   | DS-DL-PRI-PRC                                     | 13 maggio 2001                                    | 24 febbraio 2006                                  | Elezione 2001                                     |                                                   |
|                                                      | Romano Fusco (Commissario straordinario)          | –                                                 | –                                                 | –                                                 | –                                                 | 24 febbraio 2006                                  | 30 maggio 2006                                    | –                                                 |
|                                                      | Fabrizio Matteucci                                |                                                   | Democratici di Sinistra                           |                                                   | DS-DL-PRI-PRC-PdCI                                | 6 giugno 2006                                     | 25 maggio 2011                                    | Elezione 2006                                     |
|                                                      | Fabrizio Matteucci                                | Partito Democratico                               |                                                   | PD-PRI-SEL-IdV-FdS                                | 25 maggio 2011                                    | 21 giugno 2016                                    | Elezione 2011                                     |                                                   |
|                                                      | Michele De Pascale                                |                                                   | Partito Democratico                               |                                                   | PD-PRI-IdV-L. civiche                             | 21 giugno 2016                                    | 9 ottobre 2021                                    | Elezione 2016                                     |
|                                                      | Michele De Pascale                                | PD-LeU-PRI-M5S-L. civiche                         | Partito Democratico                               | 9 ottobre 2021                                    | 13 dicembre 2024                                  | Elezione 2021                                     |                                                   |                                                   |
|                                                      | Fabio Sbaraglia (Vicesindaco f.f.)                | PD-LeU-PRI-M5S-L. civiche                         | Partito Democratico                               | 13 dicembre 2024                                  | 31 maggio 2025                                    | —                                                 |                                                   |                                                   |
|                                                      | Alessandro Barattoni                              |                                                   | Partito Democratico                               |                                                   | PD-M5S-AVS-PRI-L. civiche                         | 31 maggio 2025                                    | in carica                                         | Elezione 2025                                     |